# Blatna
Blatna (szerbül: Блатна), falu Bosznia-Hercegovinában, Bosanska krajina területén, Novi Grad községben, a Szerb Köztársaságban. 

## Fekvése
Bosznia-Hercegovina nyugati részén, Banja Lukától légvonalban 78, közúton 98 km-re nyugatra, községközpontjától légvonalban 12, közúton 15 km-re délnyugatra, az Una jobb partján, a Blatna-patak torkolatánál, 140 – 300 méteres tengerszint feletti magasságban található. Két nagyobb településrésze a folyómenti Donja Blatna és a folyó völgye feletti dombvidéken fekvő Gornja Blatna.

## Népessége
| Nemzetiségi csoport | Népesség 1991 | Népesség 2013 |
| ------------------- | ------------- | ------------- |
| Szerb               | 419           | 365           |
| Bosnyák             | 2             | 0             |
| Horvát              | 2             | 6             |
| Jugoszláv           | 20            | 0             |
| Egyéb               | 0             | 3             |
| Összesen            | 443           | 374           |

## Története
Az Una partján feltárt régészeti leletek tanúsága szerint itt már az őskorban is éltek emberek. A leleteket a szakemberek a vučedoli kultúrához tartozónak határozták meg. A térség 1537-ben Blagaj várának elestével került török kézre. A település 1878-ig tartozott az Oszmán Birodalomhoz, ekkor a berlini kongresszus határozata alapján az Osztrák-Magyar Monarchia része lett. A monarchia szétesésével 1918-ben előbb a Szerb-Horvát-Szlovén Királyság, majd 1929-től a Jugoszláv Királyság része. Jugoszlávia megszállása után a falu a Független Horvát Állam (NDH) része lett. 1945-től a település a szocialista Jugoszlávia része volt. A Bosznia-Hercegovinában zajló polgárháború idején a település a Boszniai Szerb Köztársaság része volt. A daytoni békeszerződést követő területfelosztásnál Blatna, Novi Grad község részeként a Szerb Köztársaság területéhez került.

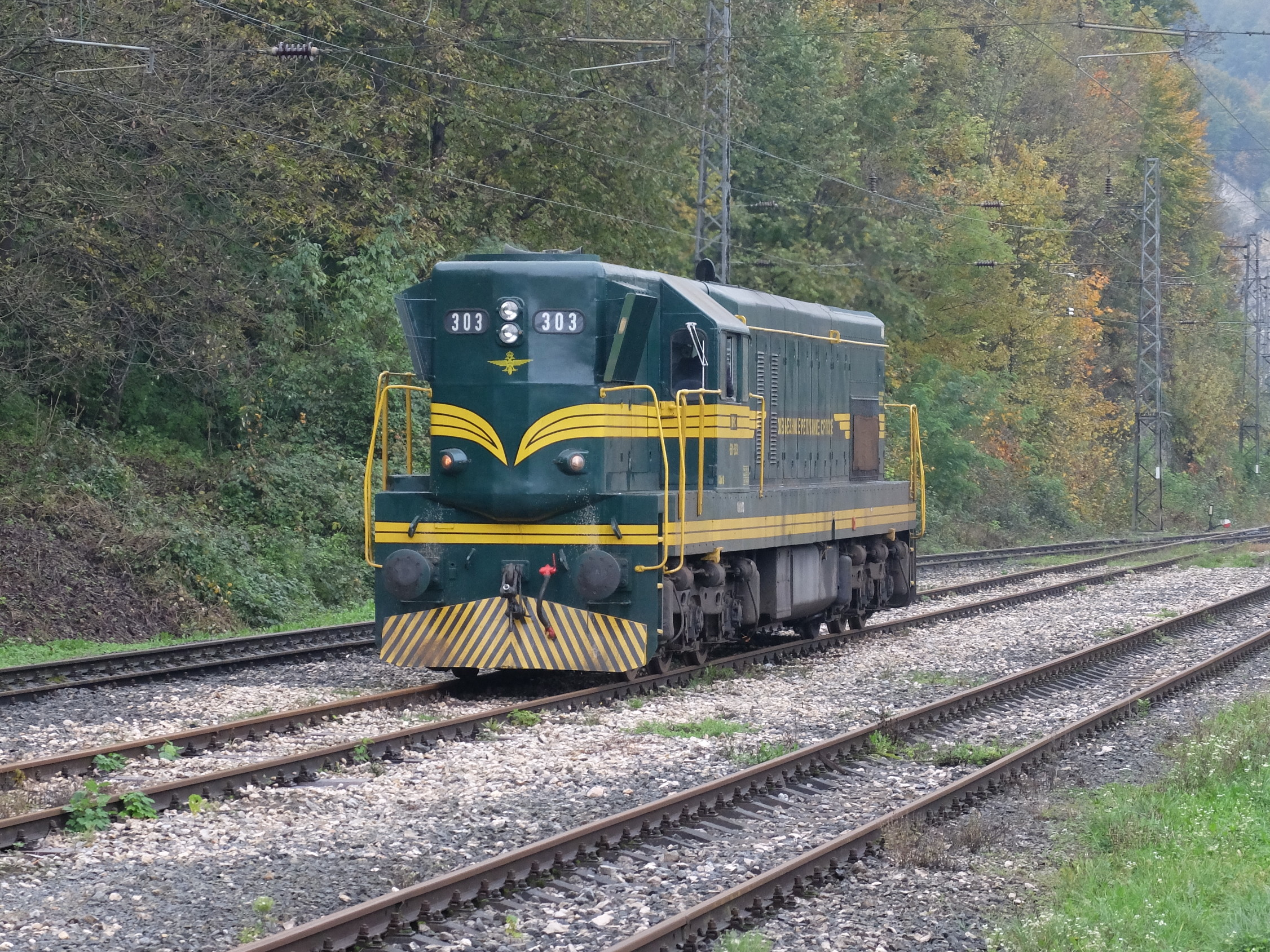
Mozdony a blatnai vasútállomáson

## Közlekedés
Itt található az Unamenti vasútvonal (Knin – Novi Grad) egyik vasútállomása. A vasút első, Bosanski Novi (Novi Grad) és Bosanska Krupa közötti, 34 km hosszú szakaszát a Szerb-Horvát-Szlovén Királyság építette, és 1920. október 7-én helyezték forgalomba.

## Nevezetességei
- Őskori település maradványai az Una partján. A kultúrréteg 3,3 méterrel található a felszín alatt, vastagsága 0,2 méter. A leletek az i. e. 3000–2200 között virágzott vučedoli kultúrához tartoznak. [4]